# 第十六届超级碗
第十六届超级碗（Super Bowl XVI）是美国国家橄榄球联盟1981赛季的总决赛，由美联冠军辛辛那提孟加拉虎队对阵国联冠军旧金山49人队。比赛于1982年1月24日在庞蒂亚克的庞蒂亚克银顶体育场（Pontiac Silverdome）举行。
最终，旧金山49人队以26-21战胜辛辛那提孟加拉虎队，第一次夺得超级碗冠军。四分卫乔·蒙塔纳（Joe Montana）获得最有价值球员称号。